# یانوش بیلچینسکی
یانوش بیلچینسکی (لهستانی: Janusz Bylczyński؛ ‏ ۶ ژوئیه ۱۹۲۰–۳۰ سپتامبر ۱۹۹۰) بازیگر اهل لهستان بود.
از فیلم‌ها یا مجموعه‌های تلویزیونی که وی در آن‌ها نقش داشته‌است، می‌توان به سرنوشت‌های لهستانی، قماری بالاتر از زندگی، ترانه عاشقانه‌ای برای یانوشک، لهستانِ بازسازی‌شده، سربازان آزادی، گهواره، گفتار پایانی نورنبرگ، مسافر و پرونده خلبان مارشا اشاره نمود.